# 第年秒
第年秒（1990年代—），本名胡伟，中国漫画家，有“鬼才漫画家”、“富坚后继者”之称。作品《多米诺杀手》是《周刊少年JUMP》历史上首部非本国作者刊载的原创漫画。

## 作品
- 《5秒童话》
- 《拾又之国》
- 《日月同错》
- 《多米诺杀手》[1]
- 《长安督武司》摘得“最佳少年漫画奖”[3]